# Michal Zrihen
Michal Zrihen (25 de marzo de 1995) es una deportista portuguesa de origen israelí que compite en taekwondo. Ganó una medalla de bronce en el Campeonato Europeo de Taekwondo de 2022, en la categoría de –46 kg.

## Palmarés internacional
| Campeonato Europeo | Campeonato Europeo       | Campeonato Europeo | Campeonato Europeo |
| Año                | Lugar                    | Medalla            | Categoría          |
| ------------------ | ------------------------ | ------------------ | ------------------ |
| 2022               | Mánchester (Reino Unido) | Medalla de bronce  | –46 kg             |